# Roujintsi (obchtina)
Roujintsi (bulgare : Ружинци) est une obchtina de l'oblast de Vidin en Bulgarie.